# Вербермахер, Ханна-Рахель
Ханна-Рахель Вербермахер (идиш חנה רחל ווערבערמאכער; Хане-Рохл; ок. 1806 — ок. 1888; известная также как Людмирская дева) — единственная известная женщина, бывшая цадиком у хасидов.
Сведения о жизни Вербермахер отрывочны и противоречивы, не сохранилось почти никаких официальных упоминаний о её жизни, что затрудняет исследование её биографии. С детства Ханна-Рахель была истово верующим и начитанным ребёнком. Когда ей было около 12 лет, её мать умерла, что девочка перенесла тяжело; однажды пойдя на кладбище, она потеряла сознание и впала в кому. Очнувшись, Вербермахер заявила, что ей была дарована новая душа. С этих пор она отказывалась выходить замуж, начала молиться как мужчина, с тфилином и талитом, а также занялась целительством и, по рассказам, «творила чудеса». Через 5 лет умер её отец, оставивший дочери большое наследство, на которое она приобрела молельный дом и начала собирать людей как цадик, вести молитву и давать проповеди-гомилии женщинам других местечек.
Людмирская дева имела собственных последователей, хасидов, однако многие обвиняли женщину-цадика в одержимости. В итоге Вербермахер вышла замуж под давлением общины, однако брак долго не продержался. После развода Дева потеряла значительную часть своего влияния и эмигрировала в Палестину, где также проповедовала — в том числе в Иерусалиме, в районе Меа Шеарим. Среди её последователей были хасиды (как женщины, так и мужчины), сефарды и, вероятно несколько арабок-мусульманок. Могила Вербермахер располагалась на Масличной горе напротив восточной стены Старого города, она была разрушена, а затем восстановлена в 2004 году.

## Исторический контекст
Людмир (Владимир) — древний город на территории Украины, ранее входивший в состав Российской империи и с XII века известный как еврейское местечко. О его влиятельности можно судить по тому факту, что он посылал своих представителей на ваад четырёх земель. В 1792 году одна из важнейших фигур в истории хасидизма, Шломо Карлин(ер), который проживал в Людмире, погиб, а его последователи, которые могли претендовать на место религиозного лидера, покинули город. Роль главного раввина города стал играть старший сын Шломо Карлина, Моше Готтлиб, но ему не удалось достичь статуса, сравнимого с отцовским, из-за чего в Людмире возник вакуум в отсутствие харизматического лидера.

## Биография

### Ранние годы в Людмире

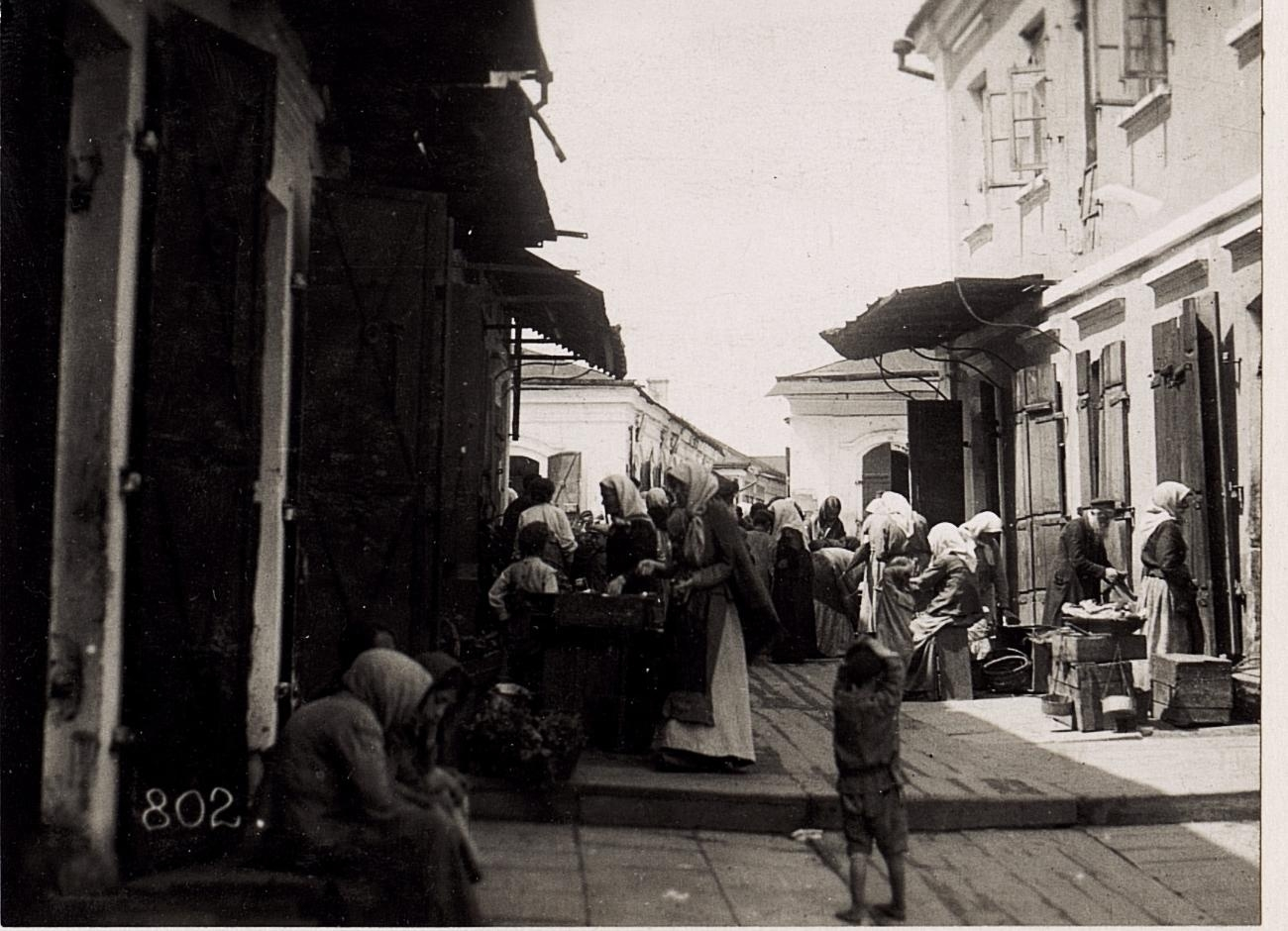
У Большой синагоги в Людмире. 1917

Вербермахер родилась в начале XIX века в еврейском местечке в состоятельной семье образованного торговца Монеша и женщины, чьё имя неизвестно. Наиболее вероятен 1806 год рождения, указанный в переписи в Палестине, другие варианты — 1805 и часто встречающийся в её биографиях 1815. Сообщается, что Монеш либо был последователем цадика чернобыльских хасидов Мордехая Тверского, либо Яакова Ицхака Люблинского, либо Цви-Гирша Жидачовского; в некоторых жизнеописаниях Девы утверждается, что Монеш вовсе не был хасидом. В некоторых историях жизни Вербермахер утверждается, что у её родителей долго не было детей, а беременность произошла только после вмешательства влиятельного раввина, в этих историях иногда всплывает мотив «неверного» пола ребёнка — у раввинов просили сына, а родилась дочь. Эта историческая традиция позволяет поместить Деву в сеть родственных отношений между религиозными лидерами и выделяет её из ряда «простых людей». С другой стороны, история о божественном вмешательстве, предшествующем рождению героической личности, обычна для фольклора.
Ни в одном списке имён восточноевропейских евреев не фигурирует фамилии Вербермахер, что может быть свидетельством ошибки, допущенной кем-то из ранних биографов; впервые фамилию Девы приводит Городецкий.
Внешность Людмирской девы однозначно не известна, так как имеющиеся свидетельства противоречат друг другу, а её портретов не сохранилось. В соответствии с традицией описания будущих святых её внешность называют безупречной. По свидетельствам знавших её людей, Вербермахер была рыжей, она носила обычные для замужних женщин одежду, парик-шейтель и белую накидку поверх него; имела худощавое телосложение и маленький рост. Она обычно проводила время в одиночестве и читала сидур.
Родители дали дочери хорошее образование; иногда утверждается, что она посещала хедер, куда обычно ходили только мальчики, однако известно и множество девочек, посещавших хедер; иногда — что её учили мать и отец. Часто сообщается, что иврит Хане-Рохл выучила самостоятельно; в то время обычно девочек ему не обучали. Аналогично многим девочкам её также готовили к тому, чтобы унаследовать семейное дело, к чему Вербермахер также проявляла интерес. С детства она была очень религиозна, молилась троекратно (женщинам в иудаизме нужно молиться лишь один раз в день) и с детства надевала талит, а после наступления еврейского совершеннолетия — и тфилин. Согласно Унгеру, удивлённый поведением дочери Монеш отправился к раввину за советом, однако тот успокоил его, дав своё благословление. По легенде, однажды Вербермахер отказалась есть стряпню своей матери, заявив, что мясо в кушанье некошерно. Родители девочки отправились к мяснику и выяснили, что он действительно продал им трефное мясо вола; по этому поводу был собран раввинский суд, наказавший мясника, однако вместе с этим весь город узнал о её сверхъестественных способностях. Аналогичные истории об определении некошерности мяса рассказывают и о других знаменитых подвижниках иудаизма.

### Помолвка и смерть матери
Источники сходятся на том, что в подростковом возрасте Людмирская дева сильно влюбилась в мальчика и была обручена с ним. Кем именно был этот мальчик, неизвестно: высказываются различные теории — одноклассник, молодой солдат, случайный прохожий, но во всех версиях избранник Девы небогат и не происходит из знатной семьи. Сюжет о еврейской девочке, влюбляющейся в мальчика, с которым они изучали Тору, регулярно появляется в рассказах XIX века, написанных на идише, он повлиял также на изложение истории Девы. Также в этот период (Деве было 9—12 лет) произошло другое важное событие, умерла её мать, что было большим потрясением для девочки.
Городецкий сообщает о том, что к Монешу приходило множество сватов, однако он отверг все предложения, кроме одного, так как его дочь имела сильный характер, а также не желая платить большое приданое. Согласно Меклеру, умирающая мать Вербермахер упросила мужа не выдавать дочь замуж без её согласия, что вызвало возмущение отца, однако он согласился выполнить волю жены. Дева выбрала юношу из простой семьи, и после заключения помолвки она испытывала непреодолимое желание видеть своего суженого и говорить с ним, однако в еврейском обществе того времени встречи до свадьбы были строго запрещены. Рассказы об этом находятся в русле обычных для еврейской традиции представлений о том, что изучение Торы увеличивает сексуальное желание, этой же причиной в Талмуде объясняется запрет на преподавание Торы девочкам. Жажда знаний и активное желание Вербермахер видеть своего суженого противоречат обычным для еврейской культуры того времени понятиям, согласно которым женщины должны быть пассивными, несмотря на желание. Варианты истории о помолвке включают также историю Унгера о том, как Дева влюбилась в воображаемого ею мальчика, что перекликается с историями о диббуке.
Общим для всех биографий Вербермахер местом является то, что на пике влюблённости она начала много времени проводить на могиле матери и стала сторониться людей. Этот эпизод согласуется с обычным поведением восточноевропейских евреек того времени — они часто посещали кладбища и читали там тхинес, желая спросить у предков совета или пригласить их на праздник. Этот же период характеризуется началом общественного давления на Вербермахер с целью вернуть её поведение в рамки желательного для девушки.

### Обретение новой души
На кладбище с Вербермахер случилось происшествие: однажды она заснула там после изматывающих молитв, а проснувшись вечером, обнаружила, что рядом находится кто-то ещё. Напуганная Дева убежала домой, после чего впала в кому, из которой никому не удавалось её вывести. Монеш отправился к Чернобыльскому раввину за благословением, а через несколько дней после его возвращения Хане-Рохл открыла глаза и сообщила, что была на небе на высшем суде, в результате чего получила новую душу. Интерпретировать сказанное ей можно было двояко: с одной стороны, известны истории о знаменитых деятелях иудаизма, заявлявших аналогичное о своих душах, с другой — молодые женщины перед свадьбой считались частыми жертвами вселяющегося в них диббука. Сам суд описывается в источниках как спор двух групп ангелов, поддерживающих Деву и требующих смертной казни для неё, причём роль судьи, по некоторым источникам, была поручена Мордехаю Чернобыльскому, который передал окончательное решение подсудимой. Согласно Меклеру, Дева решила конфликт между своим желанием изучать Тору как мужчина и требованиями к женщинам путём провозглашения себя вечно девственной, свободной от всего женского. Это согласуется с хасидским отрицанием возможности слиться с Богом (шхиной) для женщины, хотя нигде напрямую не говорится, что новая душа Вербермахер — мужская.
Рефрен об утрате и/или символической смерти, предшествующей ярким религиозным видениям, часто встречается в биографиях христианских средневековых прорицательниц, а также нескольких историях о прорицательницах-еврейках; большинство из историй о еврейках происходили на Пиренейском полуострове. Известно также несколько каббалистских терминов для переселения душ: «сод ха-иббур» (вселение второй души в зрелом возрасте), «ихудаим» (объединение души живого человека с душой умершего цадика) и «наран» (получение новых компонентов души праведника в возрасте 13 и 20 лет). Несколько авторов, включая двоих современников, считают, что Дева была перерождением какого-то знаменитого цадика или некоего великого мужчины, который должен был искупить свои грехи.

### Гендерный вопрос

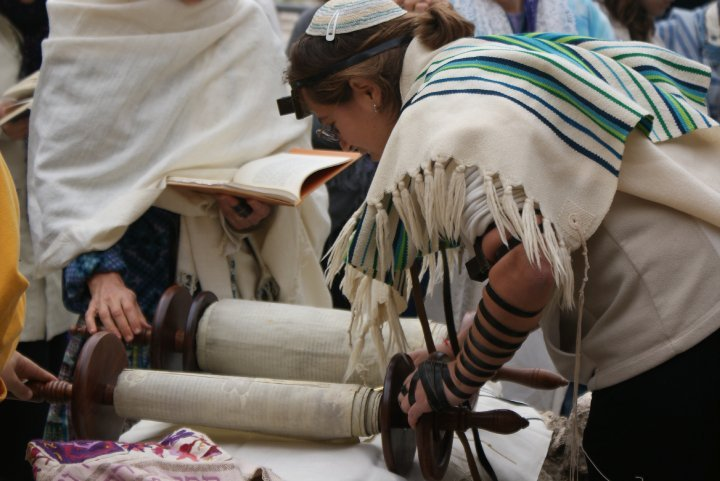
Женщина, читающая Тору перед Стеной Плача, в кипе, тфилине и талите

В отсутствие прямой родственной связи Вербермахер со знаменитым мужчиной, наличествующей у всех остальных знаменитых иудеек, традиция приписывает Деве духовное родство с кем-то из них. Множество её биографов интерпретировали «новую душу», отказ выходить замуж, религиозное поведение по мужскому образцу и последующую деятельность в качестве раввина как принятие мужской идентичности, однако Дойч указывает на то, что образ жизни Девы объясним скорее тем, что она выстраивала свою идентичность, опираясь как на примеры мужчин, так и на женщин, выйдя за пределы обычной гендерной дихотомии.
Многие действия Вербермахер нехарактерны для современных ортодоксальных иудейских сообществ, однако зачастую для них имеются исторические обоснования. К примеру, ведение молитвы женщиной встречалось в Европе вплоть до XX века, такие женщины назывались фирцогерин, цогерин или цогерке; некоторые из них писали собственные молитвы-техинот. Соломон Шехтер указывает, что в начале XX столетия фирцогерин были у каждой синагоги. Важное отличие Девы — она вела молитву не только для женщин, но также и для мужчин, что противоречит галахическому запрету «коль бе-иша эрва» на женское пение перед мужчинами, а также на запрет вести молитву тем, кого заповеди не обязывают молиться (в частности, женщине); попыток разрешения этих противоречий не приводится. Другая деятельность Девы — целительство — также встречалась не только среди цадиков-мужчин, но и у женщин; такие женщины назывались вейбершер опшпрехерке, они были очень популярны у народа. Эти женщины читали молитвы на идише или украинском, либо их смеси, тогда как мужчины молились на иврите или арамейском.
«Новая душа» Вербермахер, видимо, имела пол, как и все остальные души, согласно иудаизму, однако ни в одном источнике он не указывается, хотя некоторые знавшие её люди указывали на то, что она является реинкарнацией мужчины. В нескольких источниках сообщается, что после приобретения новой души Дева начала молиться как мужчина, с талитом и тфилином, хотя ранее там же указывалось, что она делала это с детства.
Соблюдение даже тех заповедей, от которых женщины традиционно освобождены, также может быть признаком гендерной неконформности, однако здесь важно определить, является ли освобождение запретом выполнять такие заповеди? Галахические учёные либо соглашаются с этим (Равад), либо отрицают, указывая, что женщины могут исполнять эти заповеди, но им запрещено произносить при этом бенедикции (Маймонид); такие учёные как Рабейну Там, Рашба и другие разрешали женщинам и бенедикции. Сефарды в основном тяготели к позиции Маймонида, а ашкеназы — к позиции Рабейну Тама. Вопрос наложения тфилина также вызывал споры: Меир из Ротенбурга считал, что женщинам нельзя накладывать тфилин, так как они «не умеют соблюдать чистоту тела», несмотря на исторические примеры, самым известным из которых является наложение тфилина Михалью, дочерью Шаула. Вероятно, что исполнение «дополнительных» заповедей было разрешено, однако не поощрялось и было трудновыполнимо ввиду наличия у замужней женщины обязанностей по ведению домашнего хозяйства.

### Общественная деятельность

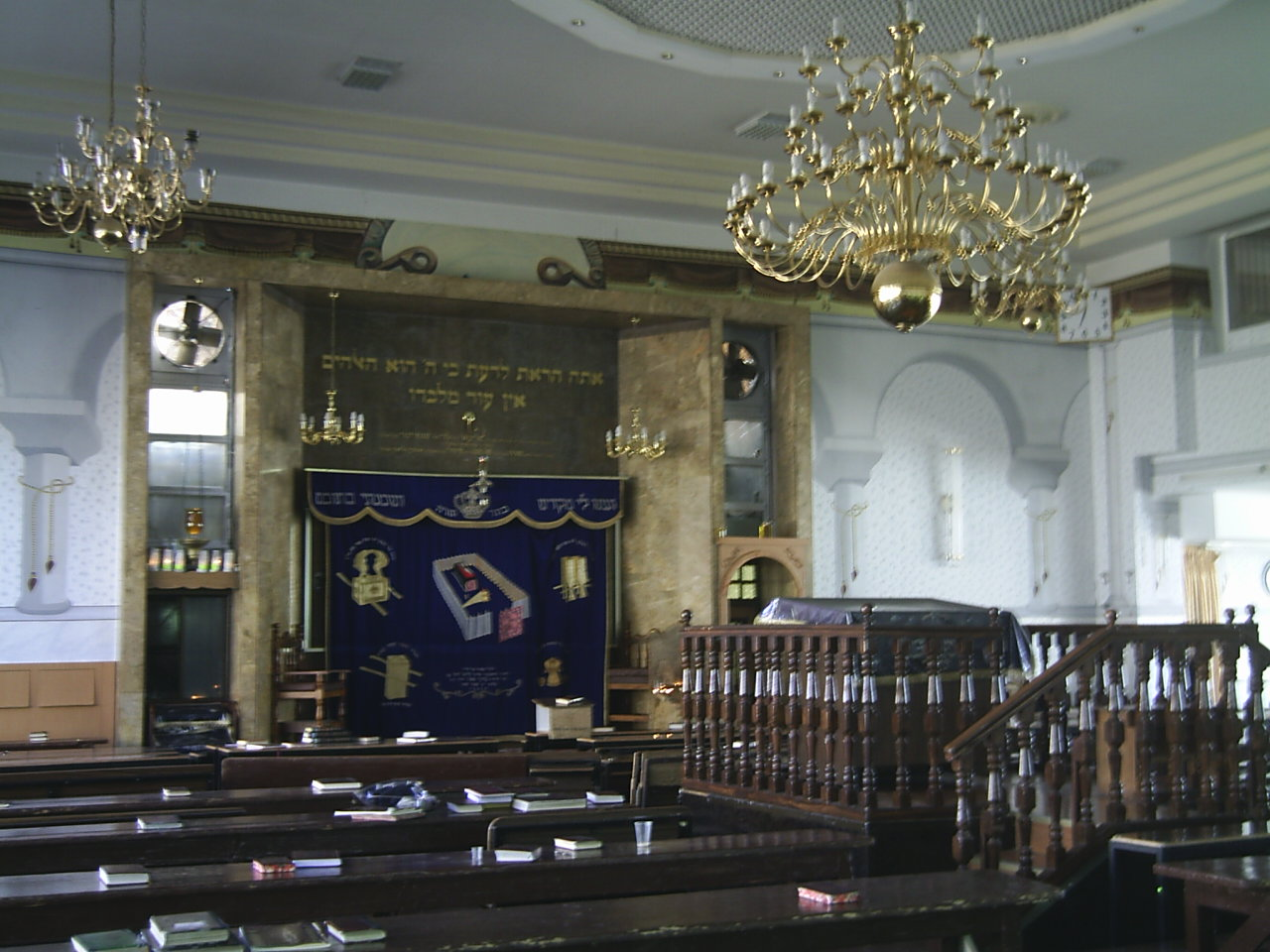
Бейс-медреш в Иерусалиме

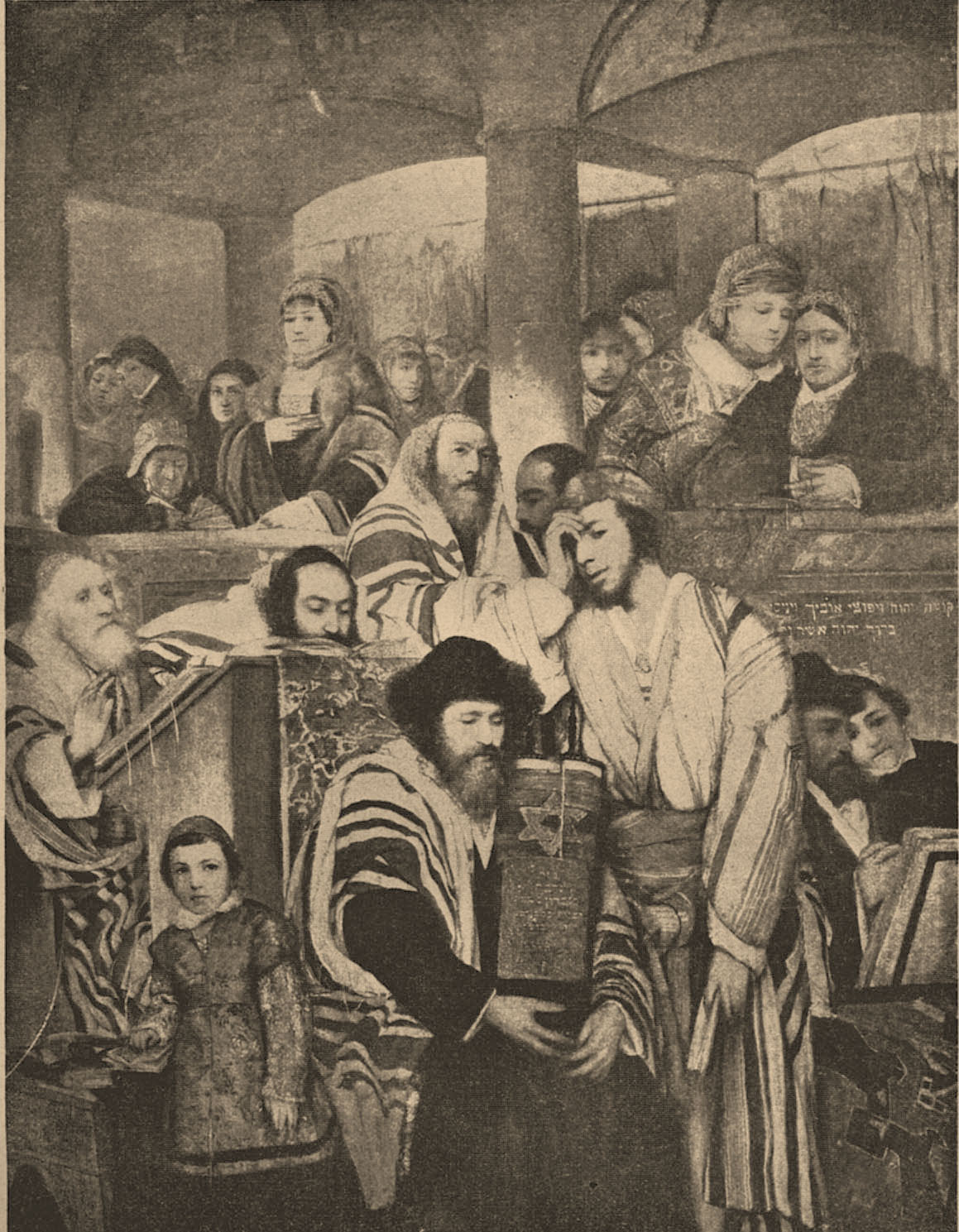
«Молящиеся евреи», изображение из Еврейской энциклопедии Брокгауза и Ефрона

С момента смерти матери в её 12 и до смерти отца в её 19 лет Дева вела уединённую жизнь, посвящая всё время учёбе за исключением периодического исцеления страждущих. Она расторгла помолвку, чем вызвала пересуды в городе, включая предложения запретить ей молиться прилюдно. По некоторым данным, после «обретения новой души» к Вербермахер за исцелением начали обращаться бедняки города, в то время как жителей, наделённых властью, она не принимала. Рассерженные неподобающим поведением Девы, самой происходившей из богатой семьи, требовали оштрафовать её отца за расторжение помолвки: в то время это считалось серьёзным проступком, за которое наказывали херемом. Монеш сперва переживал по поводу желания дочери остаться безбрачной, но позднее принял её решение; Унгер сообщает, что это произошло после визита к чернобыльскому цадику. Вскоре он умер (это подтверждено результатами переписи еврейских торговцев 1827 года, в которой отсутствует имя Монеша). Хане-Рохл прочла кадиш на его могиле; обычно это делали дети мужского пола, но известны случаи чтения кадиша дочерью в случае отсутствия у человека сыновей.
Смерть отца стала поворотным моментом жизни Вербермахер. Именно тогда её стали называть «святая девственница» (идиш די הייליקע בתולה; Di Heilige Besulah) и «Людмирская дева» (идиш די לאדמירער מויד; Di Ludmirer Moid), она превратилась в религиозного лидера Людмира, оставаясь им примерно с 1825 по 1831 год, до замужества. На унаследованные деньги она построила молельный дом, именуемый «горнштибль», то есть, буквально «штибль, расположенный на втором этаже», где собирала своих учеников; он находился над пекарней, изготавливавшей бейглы. Дом был не деревянным, как большинство строений в Людмире, а кирпичным — это один из признаков того, что Дева имела в распоряжении значительные средства. В горнштибль приходили мужчины и женщины, которым она проповедовала из-за приоткрытой двери — вдобавок к требованиям скромности на это могла повлиять традиция самоизоляции цадиков от окружающих. Молельный дом находился неподалёку от городского рынка, внутри он напоминал другие штибли.
Вербермахер вдохновенно читала молитвы перед своими последователями и собирала субботний тиш как мужчина, а также имела собственных учеников. За свои услуги она либо не брала денег вовсе, либо довольствовалась малыми пожертвованиями. По некоторым сведениям Дева принимала только женщин, по другим — мужчин тоже. Она путешествовала в соседние местечки, в частности, в Староконстантинов, где собирала женщин в синагогах и проповедовала им. Имеются свидетельства, в которых утверждается, что Людмирская дева работала даяном, то есть судьёй в религиозном суде, располагавшемся в её молельном доме. Многие называют её женщиной-раввином, цадиком и «подражательницей знаменитым раввинам». В книге Эфраима Таубенхауса приведены цитаты (предположительно подлинные) из учения Девы, сочетающие хасидские и каббалистические мотивы:
- человек, который размышляет о святом, не может быть одинок, такие думы охраняют от одиночества;
- умом нельзя охватить ни одну чистую мысль, идущую от сердца;
- каждый момент настоящего времени существует сам для себя;
- кто не видит Бога везде, не видит его нигде.

Несмотря на то, что у Девы появились собственные ученики (хасиды), в том числе паломники из других городов, многие в Людмире, особенно раввины, относились к Вербермахер свысока, высмеивали её и считали выскочкой или сумасшедшей; между тем некоторые местные жители гордились знакомством с ней. Отношение к её жизни разнится от движения к движению, к примеру, любавичские хасиды обычно считают Людмирскую деву примером уважения хасидами женской духовности.

### Общественное осуждение

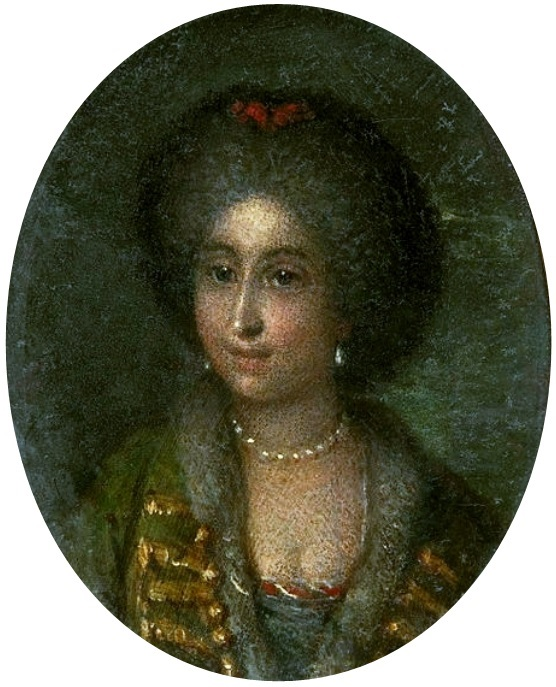
Ева Франк

В начале 1830-х годов усилились голоса тех, кто требовали от Людмирской девы выйти замуж. У Унгера сообщается, что раввин Исаак из Ленчны и Яков-Арье из Ковеля пытались добиться встречи с ней, чтобы убедить вступить в брак, но она отказала обоим. Влиятельных хасидов всё больше сердил образ жизни Девы: с одной стороны, она могла себе позволить не брать денег за свои услуги, чем угрожала финансовой стабильности бедных цадиков, с другой — она не принадлежала ни к одной знаменитой семье, а следовательно, могла плохо повлиять на растущую популярность династий богатых цадиков. На все письма, требующие от неё принять традиционный для женщины образ жизни, она отвечала цитатами из Торы, Мишны и других книг. Распространялись слухи о том, что в Вербермахер вселился диббук, и что она является воплощением дьявола, многие грозили ей отречением. Несколько биографов Девы сравнивали её с Жанной д’Арк, которую также обвиняли в одержимости. Унгер также сообщает о том, что Вербермахер ставили в один ряд с лжемессией франкистов — Евой Франк, известной как «святая девственница»; франкисты также считали важным установить равенство полов и поощряли изучение Торы женщинами. Наконец некоторые утверждали, что Вербермахер посещала православный женский монастырь, что было серьёзным обвинением в иноверчестве.

#### Легенды о диббуке

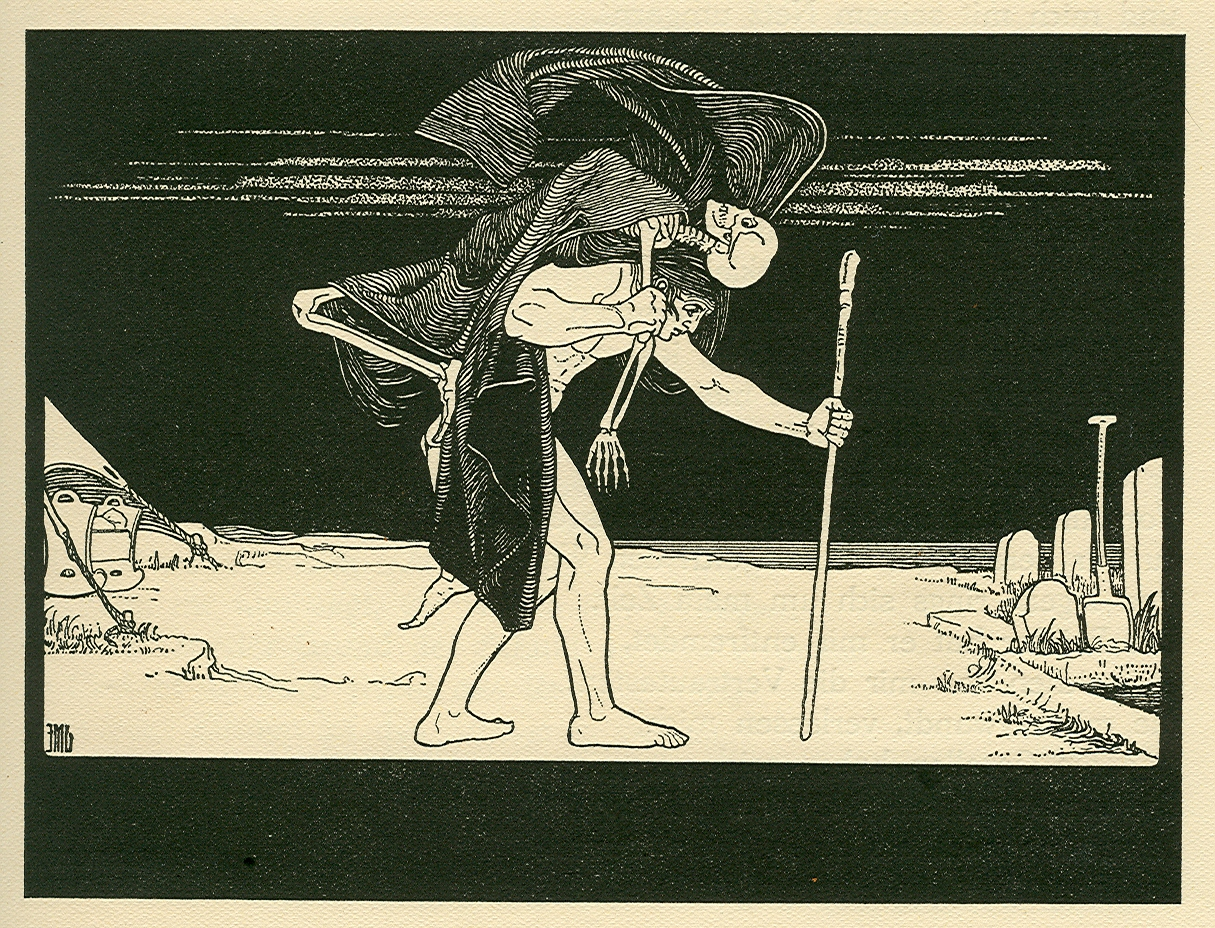
Диббук, Эфраим Моше Лилиен

Известно как минимум три истории, повествующие о молодой женщине (одна из них — о сироте) из Людмира, которая была обручена с неким юношей, но перед свадьбой по традиции пошла на кладбище, чтобы навестить могилы своих предков, где в неё вселился диббук, дух умершего. Впоследствии духа пытаются изгнать, однако успешность экзорцизма явно не видна.
В 1920-х годах жители Людмира ещё искренне верили в диббуков, а истории о вселении злых духов в молодых женщин, совершавших некие порицаемые в обществе поступки, отражают беспокойство по поводу социальной и сексуальной автономии девушек из низших социальных классов. В описываемый период ещё были распространены детские браки, а обручённые юные невесты зачастую демонстрировали «одержимость», позволявшую им отложить или отменить свадьбу. Диббук почти всегда вселялся в молодых женщин из семей низкого достатка — аналогично тому, как в Европе и колониях в колдовстве преимущественно обвиняли молодых бедных женщин — а сам он при этом почти всегда был духом неправедного мужчины. Зачастую при этом делался акцент на сексуальном подтексте одержимости: многие авторы указывают, что злой дух проник в женщину через половые органы. Во многих случаях «одержимые диббуком» отказывались выполнять работу, считавшуюся обязательной для женщины, либо заниматься сексом с мужем.
Принимая во внимание вышесказанное, многие оппоненты Вербермахер указывали на то, что инцидент на кладбище мог свидетельствовать об одержимости, однако необычное поведение Девы началось задолго до этого эпизода, а диббуки, по свидетельствам, не могли выносить даже звуков чтения Торы вслух, тогда как Дева посвящала почти всё своё время её изучению.

#### Обвинения в связи с христианами
Иудеи и христиане Людмира жили обособленно. Обвинения Девы в сотрудничестве с христианами, вероятно, основываются на схожести жизненных укладов Вербермахер и монахинь необщежительного монастыря Святого Ильи, который существовал в XVI—XVIII веках: монахини жили изолированно друг от друга, в небольших кельях, самостоятельно зарабатывали себе на пропитание и зачастую скитались. Можно провести параллели также со старообрядческими провидицами, в частности Лукерьей Васильевной Губановой из духоборов, которая испытала одержимость святым духом, а также со старицами, к примеру, Анастасией Семёновной Логачёвой, которой в паломничестве явились ангелы, сопроводившие её к алтарю (обычно женщинам туда подходить запрещено).

### Обострение классовых трений
Важную роль в истории Девы сыграл Моше Готтлиб (известный как Моше Людмирский), сын харизматического лидера, Шломо Карлинера. Он не стал в полной мере духовным преемником отца — он отказывался публично проповедовать, окружил себя небольшой группой фанатично преданных ему последователей и не занимался ни предсказаниями, ни чудесами. Основным источником его дохода были деньги, которые ему присылал ученик его отца, раввин из Ляховичей. Готтлиб имел преимущество перед Вербермахер — он был связан родством со многими знаменитыми раввинами — Борухом из Меджибожа, Дов-Бером из Межерича и всей династией Карлин-Столин, а также пользовался поддержкой учеников своего отца.
Готтлиб умер в 1819 году, через два года после указа Николая I о включении евреев в отбывание 25-летней рекрутской повинности. Сам призыв обострил трения между бедными и богатыми евреями: раввины, учащиеся, торговцы, состоявшие в гильдии, и подобные лица исключались из повинности, как и семейные люди, а кагал (еврейский орган самоуправления) в основном отправлял на военную службу подростков из беднейших семей. Смерть Готтлиба стала дополнительным дестабилизирующим фактором.
В 1830 году в Людмире началась эпидемия холеры, свирепствовавшая два года, а спустя всего год началось восстание поляков, некоторое время удерживавших город от солдат Российской империи. Сразу же после этого Людмир сильно пострадал в опустошительном пожаре 1833 года, оставившем более тысячи семей без крова. Евреи города отправили российским властям два письма: одно с просьбой ослабить налоговое бремя на время восстановления после всех происшествий, а второе — с жалобой на кагал, не позволивший честно выигравшему выборы в городской совет кандидату занять своё место. Кагал посадил в кресло своего кандидата, которого авторы письма обвиняли в воровстве и взяточничестве.
В этот период влияние Девы достигает максимума, однако стоявшие у власти евреи города, по-видимому, пришли к заключению, что она представляет серьёзную угрозу их власти.

### Замужество

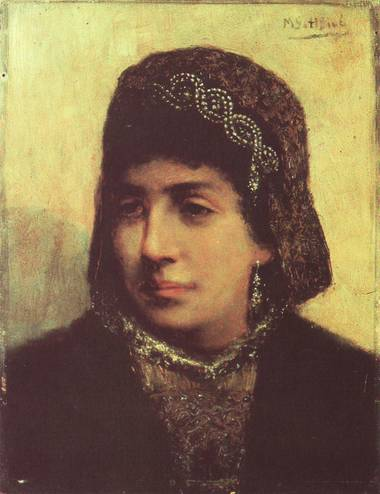
Польская еврейка-невеста. Мауриций Готтлиб, 1876

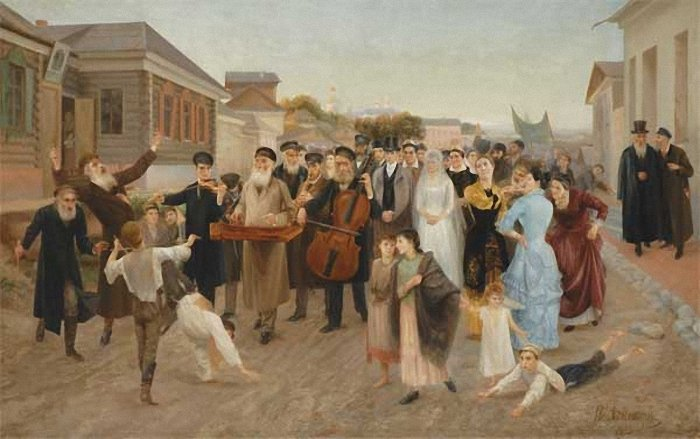
Исаак Аскназий. «Еврейская свадьба»

Вербермахер долго отказывалась вступать в брак, из-за чего и получила прозвище «мойд» (идиш מויד; дева), однако под давлением общины и после вмешательства Мордехая Тверского, предположительно духовного учителя её отца, Дева из Людмира вышла замуж. Ему было отправлено письмо с просьбой уговорить мятежную женщину вступить в брак.
Тверский был одним из первых цадиков, установивших распространившийся позже порядок обязательных денежных пожертвований для хасидов, чем резко отличался от своего отца, который провёл жизнь в бедности, скитаясь по миру. Он вёл роскошный образ жизни, путешествовал всегда в повозке, запряжённой четырьмя белыми лошадьми, а также имел восемь сыновей и трёх дочерей, что резко контрастировало со скромностью и «безродностью» Девы, отказывавшейся вступать в брак. Тверский по-видимому действительно посетил Людмир в 1830—1833 годах, однако дальнейшие события разнятся в разных источниках; хасидские жития святых вовсе не упоминают встречу Девы и цадика. По словам Таубенхауса, Дева немедленно приняла цадика, хотя ранее мужчины не посещали её; они провели несколько дней в ожесточённых спорах о роли женщины в иудаизме, после чего она согласилась выйти замуж. В материале Городецкого в результате ошибки перевода утверждается, что Вербермахер вышла за самого́ Тверского. Остальные авторы пишут о том, что Дева не желала принимать Тверского и общалась с ним через посредников. Предмет их споров отражает суть различий между двумя основными трактовками положения цадика: может ли он полностью отринуть мирское? Дева утверждала, что её «новая душа» уже отринула мирские желания и желает заниматься лишь служением Богу.
Согласно всем источникам, после спора с Тверским Дева согласилась выйти замуж. Таубенхаус пишет, что Дева сообщила о желании вступить в брак со своим помощником, подарила ему свой молельный дом, а также свои тфилин и талит; однако на следующий день после свадьбы она сообщила, что не имела намерений вступать в брак по-настоящему. По версии Рэддока, Дева вышла за пожилого писца, и сразу после заключения брака повела мужа подписывать документы о разводе. Унгер сообщает, что перед свадьбой Вербермахер постилась и отказывалась принимать посетителей, однако в день бракосочетания она якобы совершила чудо исцеления — к ней обратилась женщина, просившая вылечить смертельно больного сына, а Дева отправила её домой, сказав, что мальчик уже здоров. По данным Унгера, мужем Вербермахер стал писец по имени Моше Давид, но при этом о событиях, произошедших после хупы (традиционно муж и жена должны были уединиться и заняться сексом), точных сведений у него нет: хасиды Девы утверждали, что Моше не прикоснулся к ней, другие же настаивали на том, что половой акт произошёл, а следовательно, Вербермахер больше не девственна.
По Унгеру, через несколько дней после свадьбы Вербермахер начала снова принимать желающих в своём молельном доме, однако она больше не могла говорить «небесным голосом», как раньше. После свадьбы авторитет Вербермахер как религиозной фигуры упал, в этом сходятся все биографии. Унгер пишет, что Дева попросила развода после описанных событий, и муж согласился его предоставить (в иудейской традиции женщине не гарантировано право на развод), причём в ответ на предлагаемые ему идеи потребовать с жены большую сумму денег Моше сказал, что не желает этого делать. Городецкий предлагает другую интерпретацию: муж Девы не смог преодолеть свой страх перед ней и не совершил полового акта, что делало брак недействительным; был заключён другой брак, но и во второй раз он кончился тем же. По версии Городецкого, основанной на словах одного из последователей Девы, после брака люди перестали приходить к Вербермахер за чудесами, однако её всё ещё считали цадиком. Рэддок и Таубенхаус пишут, что Вербермахер и её хасиды были отлучены советом раввинов, в результате чего горнштибль опустел. По версии Джозефа Гросса и Унгера Дева постепенно теряла авторитет ещё до свадьбы, однако бракосочетание и развод окончательно подорвали её веру в себя и свои способности творить чудеса. Унгер, однако, сообщает, что Вербермахер возобновила свою активность в качестве раввина после развода, и многие преданные последователи продолжали посещать её, в то время как простые горожане решили, что отныне она больше не святая. Дева молилась и блюла прочие заповеди как прежде, но муссирование другими раввинами предположения о том, что её способности исчезли, вводило её в уныние; вера в свою «новую душу» у неё иссякла. Таким образом, все источники сходятся на том, что Дева растеряла значительное число последователей, но не всех.
В момент замужества и развода Вербермахер было меньше 30 лет, а в Палестину она уехала примерно в 53 года. Период между этими событиями не освещён ни в одной биографии Девы, единственный источник данных для этого времени — официальные документы. К примеру, в этот период евреи Людмира собирали деньги на строительство синагоги в Иерусалиме — там была основана община волынских евреев, с которой Вербермахер позже будет иметь дело после эмиграции. На российской карте 1840 года среди прочих зданий города, в том числе двух принадлежащих женщинам, по известному из других источников адресу горнштибля указан «дом Хаи Рохели Рабиновны», и, по-видимому, «рабиновна» представляет собой попытку русифицировать ивритское слово «раббанит», обычно означающее жену раввина, но в данном случае указывающее на женщину-раввина. В случае, если это действительно она, становится очевидно, что брак не помешал ей сохранить права собственности на здание.

### Решение об эмиграции
По какой-то причине Вербермахер решила уехать в Палестину в возрасте чуть более 50 лет, несмотря на то, что в то время 50-летние считались старухами. Однозначно установить мотивы её поступка невозможно, как и то, почему ранее она отказывалась уезжать, когда, по версии Унгера, ей это предложили раввины города. Все источники указывают на то, что там она продолжила проповедовать и занялась каббалой. Она построила там второй молельный дом, где принимала своих последователей.
Согласно Рэддоку, Гроссу и Унгеру движущим мотивом для отъезда стала идея о том, что на Святой Земле Деве, возможно, удастся восстановить свои сверхъестественные силы и снова стать влиятельной фигурой. Известны примеры цадиков, получивших широкую известность в Палестине, в частности, Авраам Дов из Овруча. Маловероятно, однако возможно, что роль в этом сыграло и давление раввинов Людмира. Хотя точного описания маршрута Вербермахер нет, вероятно, она отправилась туда через Стамбул по воде. Сообщается, что людмирцы передали с ней множество квитлей. Вербермахер продала своё имущество и отдала горнштибль горожанам с условием, чтобы он оставался молитвенным домом; по иронии он перешёл к чернобыльским хасидам, во владении которых находился до разрушения во Вторую мировую войну.

### Жизнь на Святой Земле

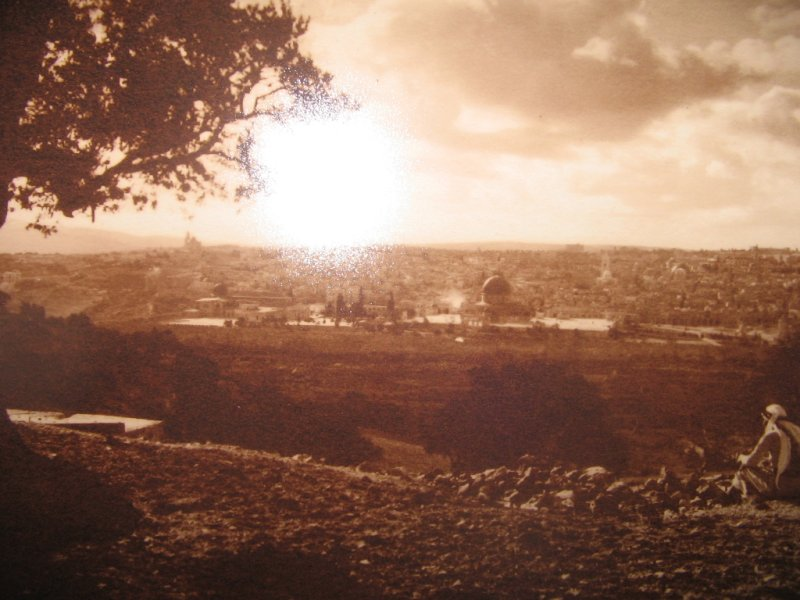
Иерусалим в 1850 году, примерно за 10 лет до приезда туда Девы

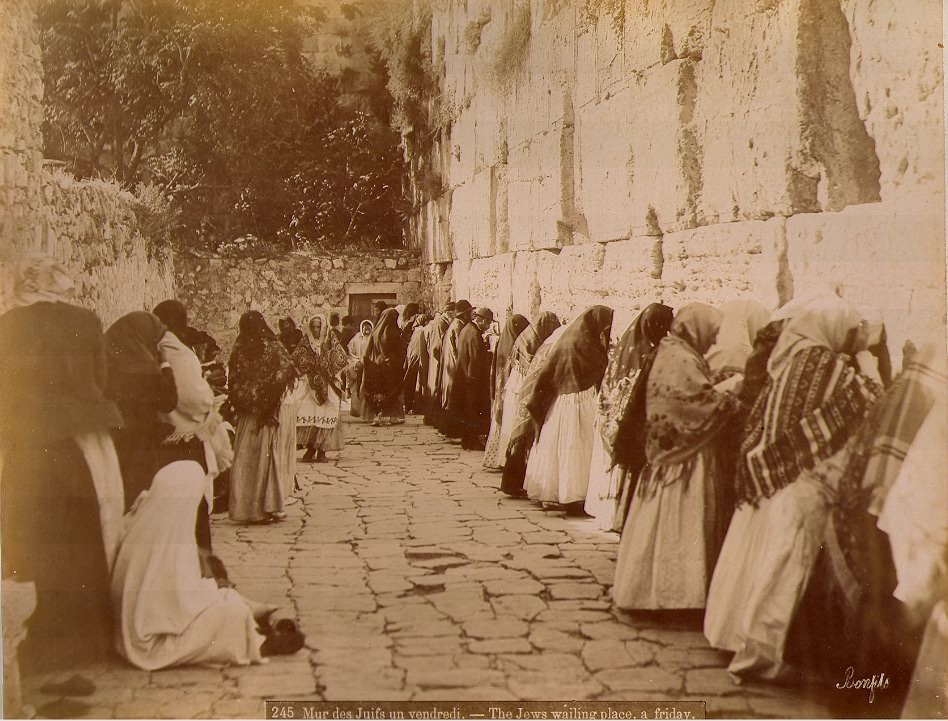
Мужчины и женщины молятся у Стены Плача, середина XIX века

Прибытие Вербермахер в Палестину описано в двух источниках: переписи Мозеса Монтефиоре и в списке вдов хасидского волынского колеля в Иерусалиме. В переписи Монтефиоре 1875 года написано о 69-летней «ха-раббанит ха-цаддекет Ханне Рохели» из Людмира, которая прибыла в Палестину в 1859 году, а также что помимо неё в её семье ещё один человек. В отличие от других вдов, работавших повивальными бабками, торговками и служанками, в поле «источник доходов» у Ханне Рохели значится «женщина из влиятельной [богатой?] семьи». В списке колеля указано, что 60-летняя «ха-раббанит Рохель Ханна» из Людмира прибыла в Палестину в 1863 году и приведено одно имя члена семьи. Учитывая, что имя Вербермахер не значится в людмирской переписи 1858 года, а несколько авторов утверждают, что она прибыла в Палестину в 1858 году, она скорее всего переехала туда в 1859, а не в 1863. В обоих источниках «раббанит» указана в числе вдов, однако поле «имя умершего мужа» в обоих случаях пусто. В обоих случаях сведения подавали члены самих сообществ, и именование Девы «раббанит» означает, что люди её круга её уважали и, скорее всего, считали праведницей.
Жизнь Девы в Палестине описана намного более детально, чем людмирский период, благодаря многочисленным воспоминаниям людей, знавших её, либо утверждавших об этом. Тем не менее, в рассказах имеются противоречия: Гросс, Нахман Шемен и одна из рукописей Унгера пишут о том, что Вербермахер вышла замуж в Палестине, а Таубенхаус пишет, что она уехала из Людмира, будучи замужем. Тем не менее, в переписи 1866 года она перечислена в списке вдов, следовательно, замужем она тогда уже не была. По всей видимости, Дева поселилась на улице Хеврон, проходившей по центру мусульманского квартала Иерусалима (переехавшие из Восточной Европы евреи начали селиться среди мусульман, а не среди враждебно настроенных к ним христиан), а затем переехала в квартал Меа Шеарим. Она не принимала материальную помощь общины, живя на собственные деньги.
Все авторы, использовавшие воспоминания современников Девы, указывают на то, что она снова стала раввином в Палестине, а также что её паства в основном состояла из женщин. По субботам Вербермахер снова собирала тиш для примерно 12 человек, в основном женщин, приходившие мужчины сидели в соседней комнате; и предлагала всем пришедшим халу и морковный цимес. По Унгеру Дева ежедневно молилась в синагоге Хурва и изучала Пятикнижие и другие книги в компании нескольких женщин. Также он сообщает, что Дева держала собственного писаря для сочинения квитлей. Биографы пишут о различных ритуалах, которые Вербермахер проводила со своими последователями: посещение могилы Рахили, а также молитву у Стены Плача, в талите и тфилине, причём в XIX веке мужчины и женщины молились там вместе, без физической преграды.
Дева стала не просто выдающейся женщиной, но важной для женщин фигурой, а в то время в Палестине женщины составляли большинство еврейского населения. Такие авторы как Гросс указывают на множество йеменских женщин среди последовательниц Девы, а Таубенхаус утверждает, что Вербермахер «одевалась как арабка». Как Унгер, так и Таубенхаус утверждают, что, несмотря на относительный успех у местного населения, на душе у Девы было неспокойно, она с тоской вспоминала дни своей юности. Несколько авторов пишут о том, что Дева увлеклась Каббалой в Палестине, наиболее подробное описание содержится у Мордехая Бибера. Он утверждает, что когда Вербермахер обратилась к пожилому мастеру-каббалисту, чтобы привести в этот мир мессию, сам Илья-пророк помешал им совершить ритуал.

### Смерть

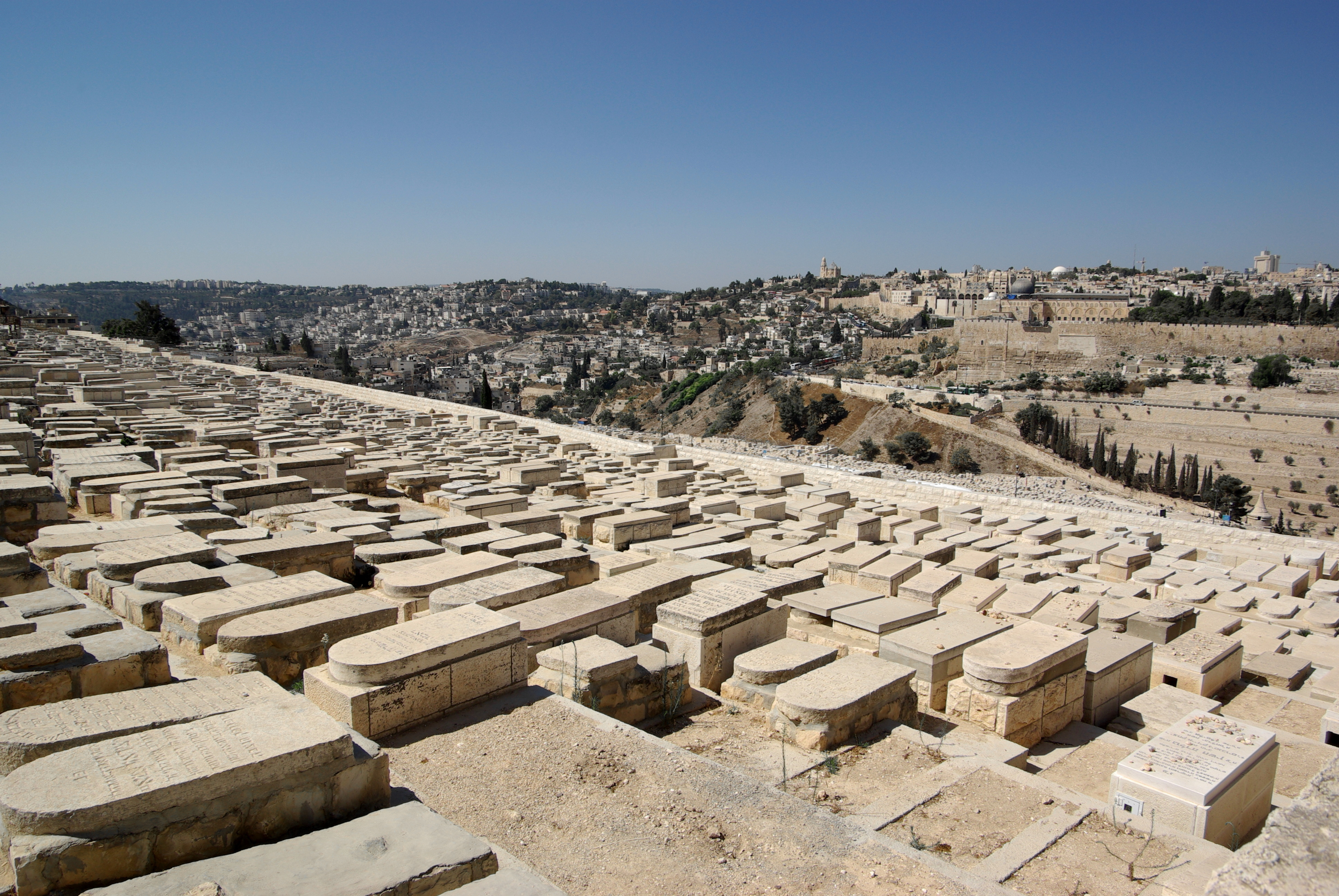
Еврейское кладбище на Масличной горе

Описание обстоятельств и места смерти Девы разнится в источниках. Городецкий утверждает, что они неизвестны, Гросс и Рэддок сообщают, что Вербермахер умерла в 1905 году в возрасте 90 лет (исходя из некорректной даты рождения), Унгер пишет о смерти в возрасте 93 лет, а также о том, что после её смерти было обнаружено её состояние, которое составляло 500 золотых рублей, Нахман Шемен приводит два возможных года смерти, 1895 и 1892, последний год повторён в ранней работе Таубенхауса. При этом в более поздней биографии Девы, частично основанной на дневниках отца Таубенхауса, приведены сведения о её похоронной процессии, но не год смерти; в местной хасидской прессе сведений о её смерти нет, по-видимому, издатели не считали Деву достаточно важной фигурой. Согласно городским архивам Ханна-Рохель, дочь Монеша, умерла 29 июня 1888 года.
Унгер сообщает, что Вербермахер была похоронена на Масличной горе, а на её могиле в йорцайт зажигали свечи. Могила Людмирской девы была разграблена, её точное место долго оставалось неизвестным. В 1936 году, по данным Гросса, могила Вербермахер оставалась местом паломничества. По другой версии могила Девы находится в Цфате, близ захоронения каббалиста Ицхака Лурии. Один из источников также сообщает, что Дева погребена в родном городе. Исследователь Натаниэль Дойч нашёл в архивах расположение её могильного камня, а женщина-раввин Рут Ган Каган при помощи «хевра-кадиша» идентифицировала его на еврейском кладбище, и в 2004 году там был возведён новый монумент.

## Наследие и исследования

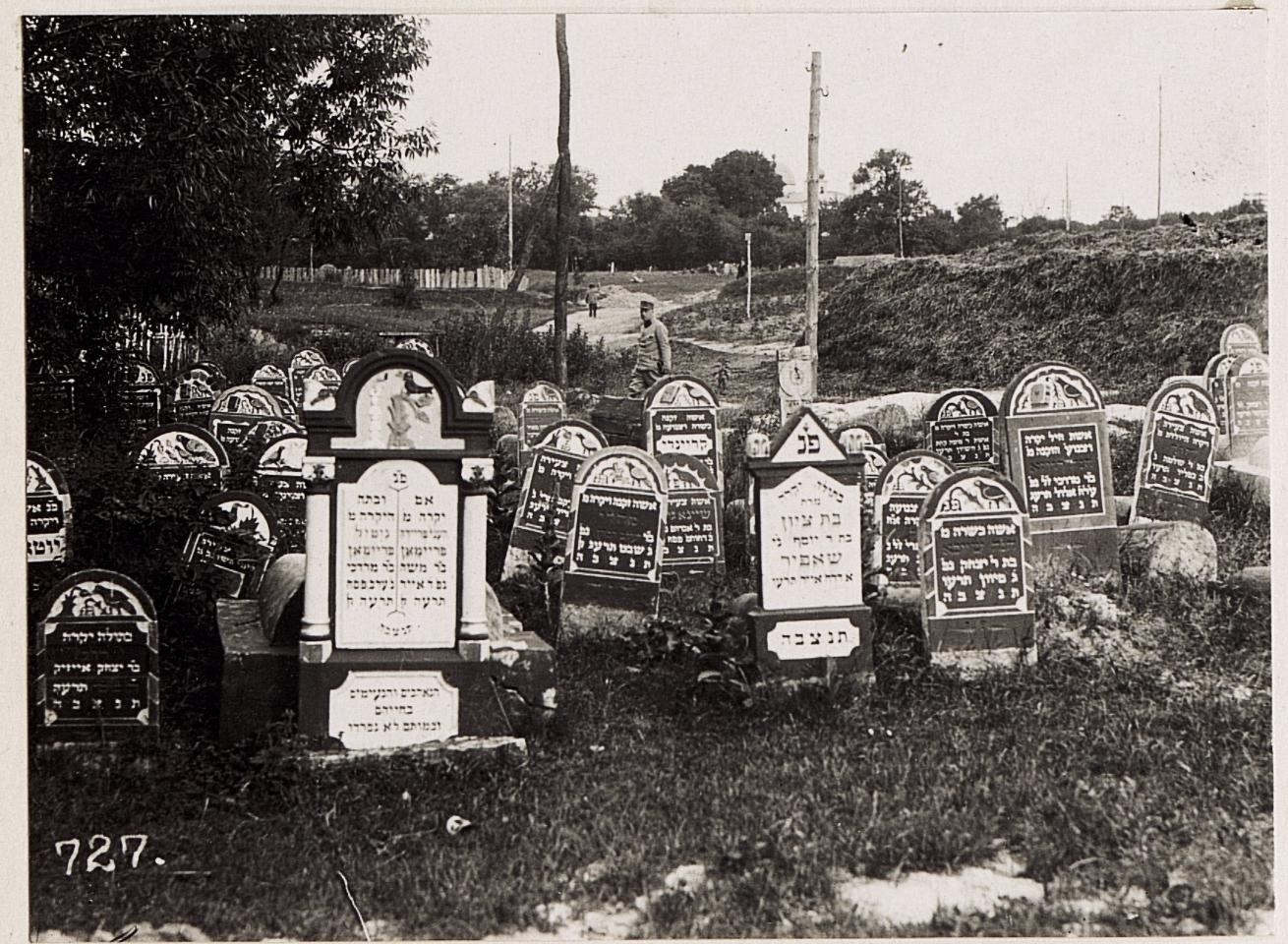
Еврейское кладбище Людмира, 1917

Молельный дом Людмирской девы был разрушен во Второй мировой войне, до того использовался златопольской ветвью чернобыльских хасидов. Здание, принадлежащее Хае Рохели Рабиновне, указано на карте Людмира 1840 года.
Жизнь и деятельность Девы не имели никакого влияния на жизнь евреек Людмира. Несмотря на многочисленные свидетельства общественного давления на неё, многие источники, написанные для ортодоксальной аудитории, считают Деву доказательством уважения хасидами религиозного равенства женщин и мужчин. Людмирскую деву часто называют «единственной женщиной-раввином», она единственный известный цадик, отказавшийся вступать в брак. Натаниэль Дойч спорит с определением «женщина-раввин», указывая на то, что сама концепция «хасидского раввина» основана на каббалистическом андроцентричном идеале, не допускающем женщин, а модель поведения Вербермахер включала значительно больше, чем поведение обычного раввина — в ней прослеживаются влияния как мужских, так и женских религиозных практик.
Хотя по основной версии Людмирская дева не имела детей, в неопубликованной статье Менаше Унгера встречается упоминание сватовства, во время которого раввин выбирал между двумя братьями: Меиром и Шломо, а также последующего брака Людмирской девы с Шломо Бардахом, от которого у неё были дети. Потомок Шломо, Януш, утверждал, что Вербермахер была его прапрабабушкой, а Меир и Шломо действительно являлись братьями, согласно документам. Данные переписи 1827 года подтверждают существование братьев Шломо и Меира Бардахов, и на момент юности Людмирской девы им было около 20 лет, хотя однозначно установить факт брака невозможно за отсутствием документов. О муже Вербермахер сообщает также писатель Эфраим Таубенхаус.
Истории о Людмирской деве были пересказаны местными жителями, сохранилось описание Стеллы Кляйн 1921 года рождения, версия с сиротой, этнографами Семёном Ан-ским и Шмуэлем Городецким. В основном о Деве рассказывали только устно; фольклорный архив Израиля не содержит не одного пересказа её истории. Все версии рассказа о Деве, кроме истории Давида Коэна, рассказывают о её жизни в хронологическом порядке, аналогично рассказам о знаменитых цадиках. Многие тексты, описывающие или упоминающие Вербермахер, содержат ошибки, зачастую вызванные воззрениями авторов. В частности, американский еврейский автор Чарльз Рэддок (1912—), хасид-социалист Менаше Унгер и писатель Эфраим Таубенхаус многократно возвращались к теме Людмирской девы, описывая её в соответствии с собственными представлениями.
Хасидские источники не упоминают Людмирскую деву, хотя они скрупулёзно описывают религиозных деятелей-мужчин, даже сделавших минимальный вклад в хасидизм; единственное возможное указание на неё содержится в жизнеописании цадика Ицхака из Нешхиза (1788—1868): ему сообщили о «кошерной женщине из Людмира, которая предсказывала будущее». В книге писателя Майкла Родкинсона, выросшего среди хасидов, повествующей об истории тфилина, имеется также более конкретное упоминание «молодой женщины, творившей чудеса, которую люди считали провидицей», причём отдельно сообщается о том, что она надевала тфилин при молитве, «и не один, а два». При подготовке хасидами-редакторами нового издания книги Давида Меклера «Фун реббинс хойф» (1931) из неё было удалено шесть глав, посвящённых Вербермахер и её отношениям с чернобыльскими раввинами. В основном тексты, посвящённые Деве, написаны мужчинами, выросшими в хасидских местечках, но позже покинувших родные места; при этом часто авторы делают пометки о том, что история о Вербермахер — женская, то есть известна среди женщин; в частности, Городецкий пишет, что его история основана на рассказе пожилой жительницы Волыни.
Вербермахер является главной героиней детской книги They Called Her Rebbe: The Maiden of Ludomir («Они звали её ребе: Людмирская дева»), причём издательство перед печатью приняло решение проконсультироваться с неким неназванным раввином, который не желал выхода книги вовсе, однако предложил множество корректировок и изъятий из текста. Издательство согласилось со всеми предложениями раввина; несмотря на эти корректировки многие хасидские лидеры негативно высказывались о публикации, а нескольким книжным магазинам пришлось вернуть тираж в издательство из-за угроз.

### Шмуэль Городецкий
Версия историка Шмуэля Городецкого опубликована в 1909 году на русском языке в журнале «Еврейская старина». Это первый письменный пересказ истории о Вербермахер. Городецкий был потомком раввина Мордехая Чернобыльского, убедившего Людмирскую деву выйти замуж, а также, вероятно, испытывал симпатию к её персоне, из-за чего выбрал её темой для статьи в журнале «Еврейская старина», который издавал его друг Семён Дубнов. В начале статьи Городецкий даёт краткий комментарий о роли женщин в хасидизме и указывает, что по традиции хасидские женщины играют «скромную, пассивную роль» в религии и редко сами влияют на окружающих, приводя Вербермахер в качестве одной из немногих исключений, которую в итоге «водворил на место» его предок. После этой публикации Городецкий возвращался к теме Людмирской девы по крайней мере пятикратно, описывая её историю на иврите (1923), английском (1928), немецком и идише (1937); эти работы позволяют увидеть постепенное изменение его отношения к женщинам у хасидов и важности фигуры Вербермахер: от утверждения о подчинённом положении женщин он приходит к идее о полном равенстве в религиозной жизни в 1920-х, впоследствии начав подчёркивать, что Дева не принадлежала к известной династии, считая это подтверждением тезиса о поддержке независимых женщин в хасидизме. В работе 1928 года возникла ошибка перевода (статью перевела на английский язык жена Городецкого), позже подхваченная другими публикациями: чернобыльский раввин назван там мужем Вербермахер.

### Семён Ан-ский

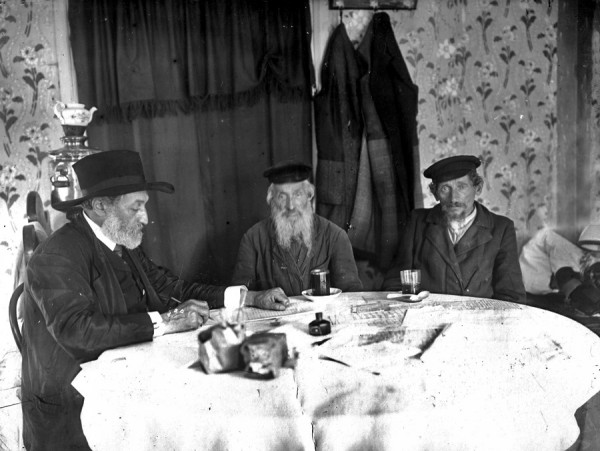
Семён Ан-ский в экспедиции, 1912 года

Писатель и этнограф Семён Ан-ский посещал Людмир в 1912 и 1915 годах. Первая его поездка по еврейским местечкам была совершена в рамках Еврейской этнографической экспедиции 1912—1914 годов, причём в отличие от большинства исследователей еврейства предшествующих лет он интересовался в первую очередь не книгами и выдающимися раввинами, а фольклором и жизнью простого народа. Он искал и сведения о Людмирской деве, опрашивая местных жителей о роли женщин в сообществе и конкретно о ней, а также просматривал могильные камни на еврейском кладбище, о чём отдельно упоминается в Людмирском томе мемориальной энциклопедии Пинкас-Хакехилот.
Во время первой экспедиции город был разорён войной и эпидемией холеры, и Ан-ский занимался розысками в перерывах между попытками организовать евреев и вести переговоры с российской администрацией. Согласно воспоминаниям местного жителя, один из опрошенных Ан-ским, глава похоронной организации города, рассказал исследователю историю о Ханне-Рахели Вербермахер, которая стала молиться трижды в день «как мужчина» после того, как однажды уснула на могиле своей матери; истинность этой истории не подтверждена.

### Чарльз Рэддок
Рэддок опубликовал пять вариантов истории о Деве, первый в 1948 году; там он сравнивает её жизнь с историей Жанны д’Арк (то же самое делал Городецкий в 1916). Как и некоторые другие исследователи (но не Городецкий) Рэддок считает, что Вербермахер родилась после благословления «люблинского провидца», Яакова Ицхака, также он приводит слух о том, что Вербермахер якобы укрылась в православном монастыре, но разбивает его пересказом историй последователя Девы, якобы знавшего её лично, о её жизни в Палестине.
В пересказе Рэддока встречается множество анахронизмов; к примеру, мать Вербермахер предлагает ей печенье и молоко — американский телевизионный штамп из 1950-х, в общем его изложение сильно американизировано.

### Менаше Унгер
Унгер в 1930-х годах написал на иврите никогда не публиковавшуюся статью «Святая дева Людмира: последние годы в Земле Израиля», в которой подробно описывает жизнь Девы в родном городе и в Палестине (в тексте явны заимствования из работ Городецкого), а также цитирует утерянную ныне статью Ицхака Эвана и иерусалимского хасида, знавшего Вербермахер. Повторно Унгер обратился к Людмирской деве в 1968 году в цикле статей в журнал Der Tog-Morgen Zhurnal, где он подробно изучил известные ему работы, посвящённые Деве, создав самую исчерпывающую биографию Вербермахер, опубликованную в XX веке.

### Эфраим Таубенхаус
Эфраим Таубенхаус был сыном Бат-Шевы и Меира, державших своеобразный салон в Палестине, в который, по всей видимости, захаживала и Вербермахер. О дружбе семьи Таубенхаус с Людмирской девой сообщает и некролог его матери. Эфраим написал подробную биографию Вербермахер на иврите, в которой подчёркивал связи Девы с рабочим классом и сообщал, что богатых она не принимала вовсе. Вероятно, что на это описание повлиял классический текст о жизни основателя хасидизма, Баал-Шем-Това. Также Таубенхаус отмечает, что Дева прибыла в Палестину со своим мужем.
Позже Таубенхаус включил главу о Вербермахер в книгу о своём отце, где привёл цитаты из неопубликованных дневников Меира, свидетельствующие о том, что Меир неоднократно говорил с Девой и её учениками, а также посещал Людмир. Эти сведения подтверждаются членством Меира в хасидском обществе Иерусалима и другими источниками, говорящими о его путешествиях в районе нынешнего Владимира-Волынского. Таубенхаус был сионистом и включил в текст сожаление о том, что судьба Девы, вероятно, была бы совсем иной, если бы она жила на Земле Израиля с рождения.

### Натаниэль Дойч
Книга Натаниэля Дойча «Людмирская дева» задумывалась как написанная с опорой на источники биография Ханны-Рахели Вербермахер, однако автор отмечает, что вскоре после начала работы над ней он осознал, что фигура Девы слишком противоречива, а её жизнь почти не оставила следа в документах. Дойч изучил множество текстов, упоминающих Вербермахер или посвящённых ей, включая российские, украинские и израильские архивы, позволившие ему убедиться в реальности Девы из Людмира, а также воспоминания о ней и описания, оставленные знавшими её людьми, позволяющие уяснить её место и роль в обществе: сперва в хасидском местечке, а затем в Палестине. Он отмечает, как в различных пересказах истории детали меняются в зависимости от мировоззрения авторов; это происходит как в художественных произведениях на мотив её истории, так и в воспоминаниях. Также Дойч указывает на то, что Вербермахер не представляет абсолютного исключения среди хасидских женщин, отводя ей место среди целого ряда влиятельных хасидок. Много внимания в книге отведено исследованию заявлений о мужеподобности Вербермахер, их автор отбрасывает, выдвигая гипотезу о её андрогинности, благодаря которой в её характере сочетались как мужские, так и женские черты. Дойч, тем не менее, проводит параллели между историей Девы и балканскими традициями воспитания единственной дочери как сына.
Работа Дойча разделена на две части, в первой произведён анализ текстов, упоминающих Деву, и их авторов, а во второй автор пытается найти для этих источников верный контекст и документальные подтверждения. Завершает книгу история собственных исканий автора и его поездки во Владимир-Волынский.

## В искусстве
Жизнь Вербермахер неоднократно становилась вдохновением для произведений искусства, первым из таких произведений стала пьеса Лейба Малеха Das Gorn Shtibl (позже переименованная в «Людмирскую деву»), в ней приведено ошибочное имя Девы — Фейгль, однако верно указано название её молельного дома. В пьесе автор обращается к проблеме счастья и обсуждает противоречия, возникающие между традицией и желаниями конкретных людей. Также эту тему Малех исследует в стихотворении Tefile. Её биография была положена в основу сюжета произведения Исаака Башевис-Зингера «Шоша», пьесы Диббук Ан-ского, пользовавшейся огромным успехом и впоследствии экранизированной, а также нескольких спектаклей. Среди прочих произведений, посвящённых её, стихотворения Кехата Клигера Di moid fun Ludmir davent (1947), Якова Глатштейна Di ludmirer moid kumt tzurik fun vistn vogl и Hannah Rachel of Ludmir Сары Фридланд-бен Арцы; романы Йоханана Тверского Ha-betulah mi-Ludmir (1950) и Гершона Вейлера They Called Her Rebbe (1991).